# Université Finlandia
L'université Finlandia (en anglais : Finlandia University) est une université américaine située à Hancock dans le Michigan. Elle est la seule université privée de la péninsule supérieure du Michigan, région des États-Unis dont 16 % de la population a des origines finnoises.  

## Source
- (en) Cet article est partiellement ou en totalité issu de l’article de Wikipédia en anglais intitulé « Finlandia University » (voir la liste des auteurs).